# كومنولث آيسلندي
الكومنولث الآيسلندي (أو دولة آيسلندا الحرة) هي الدولة الموجودة في آيسلندا بين تأسيس (ألثينغي) في 930 وتعهد الولاء للملك النرويجي في العهد القديم في 1262. مع الاستثناء المرجح للرهبان الأيرلنديين المستقلين أو البابار (الكهنة)، كانت آيسلندا جزيرة غير مأهولة حتى نحو عام 870.

## نظام زعماء القبائل (غودارد)
كان للدولة الآيسلندية في العصور الوسطى بنية قضائية فريدة. تأثر مستوطنو آيسلندا الأوائل بشكل كبير بجذورهم النرويجية عند تشكيل حكومتهم الخاصة. أرادوا تجنب السلطة المركزية القوية لـ هارالد ذو الشعر الفاتح التي فر منها بعضهم، لكنهم أرادوا أيضًا استنساخ التقليد النرويجي للقوانين والتجمعات القانونية في المقاطعات. أدى هذا إلى تشكيل بنية فريدة.
كان زعماء القبائل من معظم الزعماء الأقوياء والنخبة في آيسلندا. كان يُدعى مكتب زعيم القبيلة بالغودارد. لم يحدد زعماء القبائل حدود جغرافية دقيقة. وبالتالي، يمكن للإنسان الحر أن يختار دعم أي زعيم قبيلة من منطقته. كان يسمى أنصار زعيم القبيلة بـ («تجمع الشعب»). في مقابل حماية زعيم القبيلة لمصالحه، سيقدم تجمع الشعب دعمًا مسلحًا لزعيم القبيلة أثناء الخلافات أو النزاعات. وكان يُطلب من تجمع الشعب حضور التجمعات الإقليمية والوطنية.
على المستوى الإقليمي، كان يعقد زعماء قبائل مجالس المقاطعات الثلاثة عشرة اجتماعات في كل ربيع وذلك لتسوية النزاعات المحلية. وشغل أيضًا زعماء القبائل منصب قادة ألثينغي، التجمع الوطني في آيسلندا. تعد ألثينغي اليوم أقدم مؤسسة برلمانية في الوجود. بدأت مع الجمعية الإقليمية في كيالارنيس التي أنشأها ثورستين إنغولفسون، نجل أول مستوطن. عين قادة تجمع كيالارنيس رجلًا يدعى ألديوتي لدراسة القوانين في النرويج. أمضى ثلاث سنوات في النرويج وعاد مع تأسيس قانون ألديوتي، الذي شكل الأساس للجمعية الوطنية لآيسلندا. حُفظت أجزاء من مدونة قوانينه في لاندنمابوك، («كتاب التسويات»). انعقد أول تجمع ألثينغي بنحو عام 930 في ثينغفيلير، («سهول التجميع»). كان ألثينغي بمثابة تجمع عام التقى فيه الناس من جميع أنحاء البلاد لمدة أسبوعين في كل شهر يونيو. تمحور ألثينغي حول لوغريتا، المجلس التشريعي للجمعية، والذي كان مسؤولًا عن مراجعة وتعديل قوانين الأمة. تألف لوغريتا من 39 زعيم قبيلة ومستشاريهم. كما عينوا محام مرة كل ثلاث سنوات. سرد المتحدث باسم القانون ووضح القوانين في لوغبيرغ، التي تقع في وسط ثينغفيلير.

## الأعمال الحربية
كان أتباع زعماء القبائل مدينون لهم بالخدمة العسكرية. نُظموا في فصائل أو سرايا على أساس وضعهم الاجتماعي ومعداتهم، فتشكلت بذلك الجيوش الاستكشافية. تتبع التقليد العسكري الآيسلندي في ذلك الوقت التطورات في النرويج عن كثب. لم يُسجل وجود تشكيلات لسلاح فرسان منظم أو تشكيلات لقوات مجهزة بأسلحة رجم: بدلًا من ذلك تشكلت معظم القوات من وحدات مشاة خفيفة ومتوسطة وثقيلة، مع توزيع الرماة أو القاذفين بين وحدات المشاة، الذين عملوا كمناوشات للدعم الخفيف. قبل نهاية الكومنولث، بُني 21 حصن وقلعة على الأقل في آيسلندا. خلال عصر ستورلونغ، شارك في المعارك بمتوسط أقل من 1000 رجل، وبمعدل إصابة 15% فقط. من الممكن أن يُعزى معدل الإصابات المنخفض نسبيًا إلى عقلية العداء الدموي التي تغلغلت في المجتمع الأيسلندي.